# Rheingütestation Worms

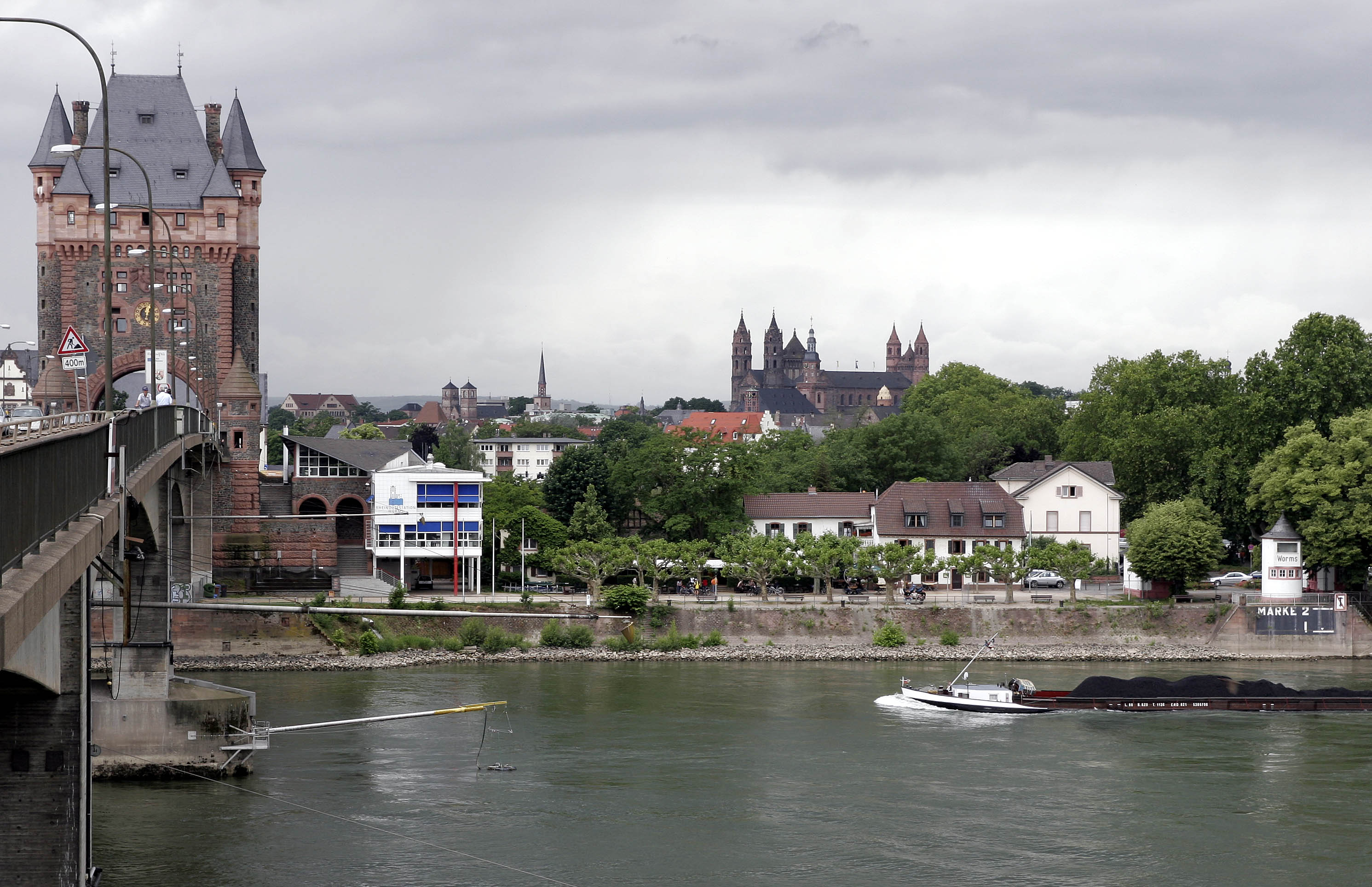
Rheingütestation (links)

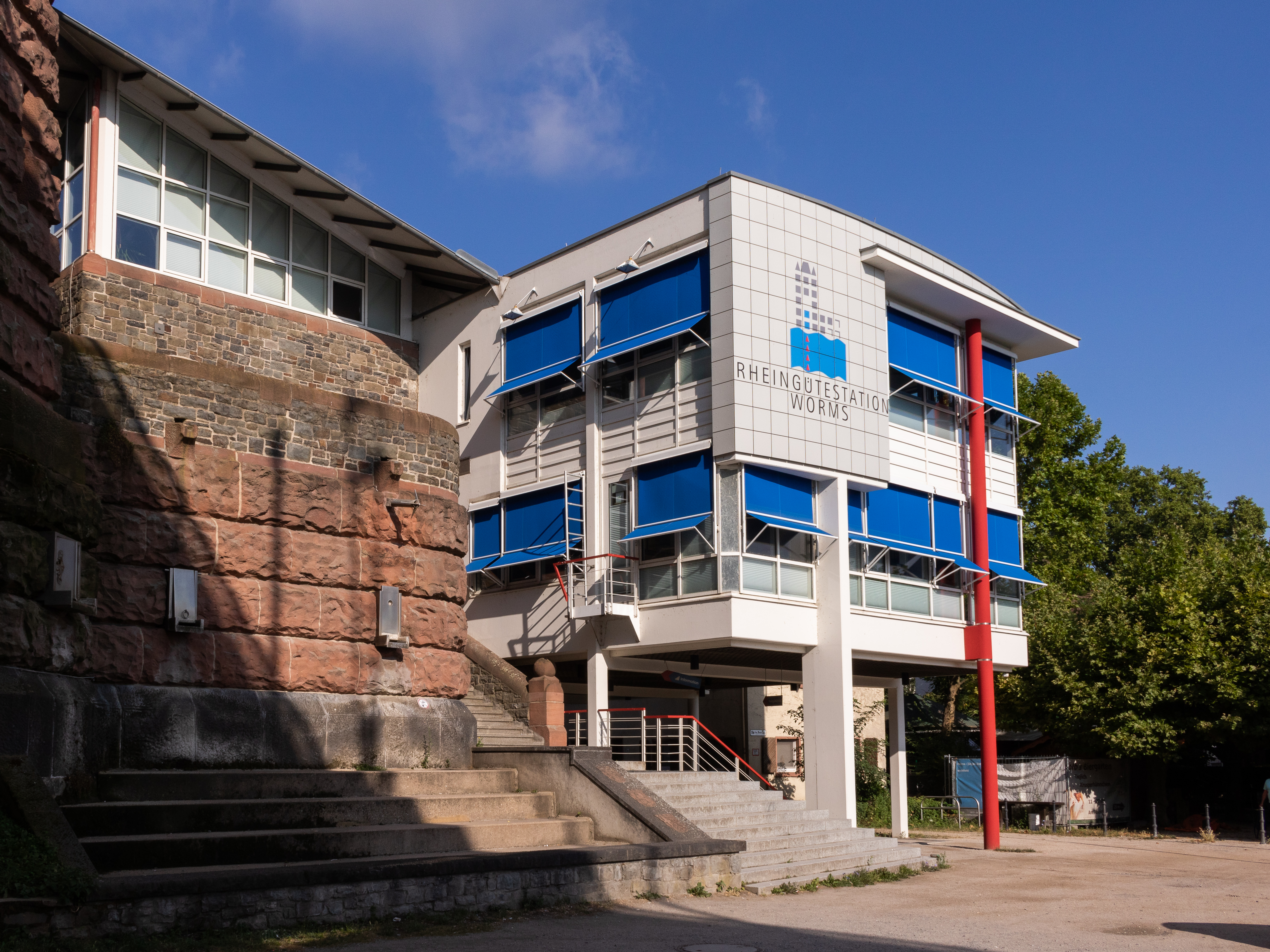
Laborgebäude der Rheingütestation Worms

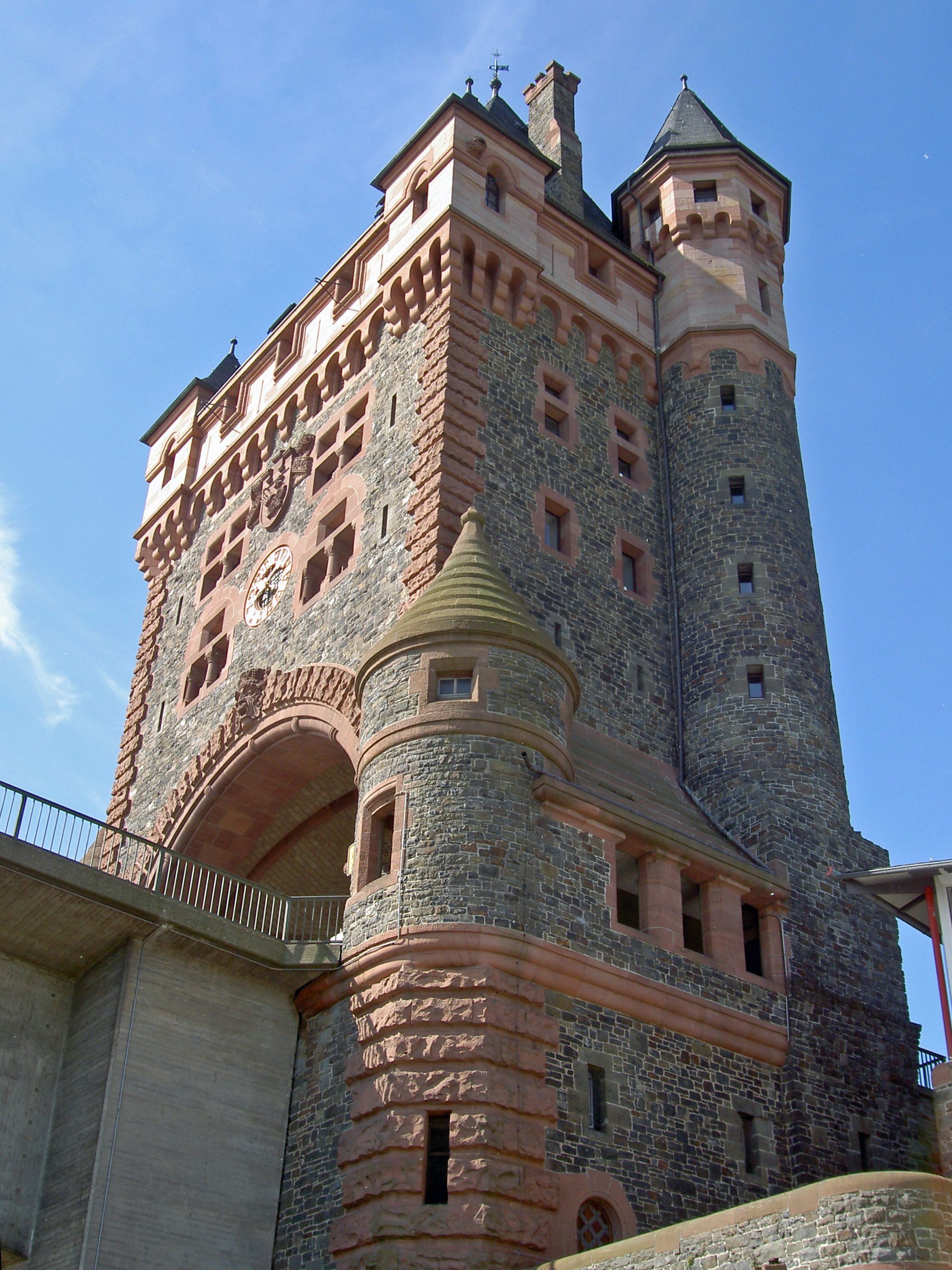
Die Untergeschosse des Nibelungenturms werden von der Rheingütestation genutzt.

Die Rheingütestation Worms ist eine Messstation, die dazu dient, die Wasserqualität des Rheins zu überwachen.

## Geografische Lage
Die Rheingütestation Worms liegt auf dem linken Rheinufer, im Stromkilometer 443,3. Sie liegt im und am Fuß des Nibelungenturms, des westlichen Brückenturms der Nibelungenbrücke im Stadtgebiet von Worms und damit in Rheinland-Pfalz. Die Station nutzt auch die drei unteren – unter der Fahrbahn-Ebene gelegenen – Stockwerke des Turms mit etwa 300 m². Hinzu kommen 270 m² im benachbarten Neubau, wo Laboratorien, Büros und ein Informationsraum untergebracht sind.
In Bezug auf den Rhein liegt die Station „unterhalb des Belastungsschwerpunktes Neckar/Mannheim/Ludwigshafen“ und damit auch der BASF. Die Station ist Teil einer Überwachungskette, die entlang des Rheins und seiner Nebenflüsse eingerichtet wurde und vom Bodensee bis zur Nordsee reicht.

## Geschichte
Der Rhein war bis Mitte der 1970er Jahre extrem verschmutzt. Seitdem wurde die Wasserqualität erheblich verbessert. Nach dem großen Chemieunfall bei Basel 1986 vereinbarten die Bundesländer Baden-Württemberg, Hessen und Rheinland-Pfalz 1990 gemeinsam eine Gewässerüberwachungsstation in Worms zu errichten. Sie schloss eine Lücke im Überwachungsnetz. Der Standort an der Nibelungenbrücke wurde gewählt, weil hier durch das Brückenbauwerk die Wasserentnahmestellen relativ einfach installiert werden konnten. Der erste Spatenstich fand 1993 statt, der Probebetrieb begann 1994 und am 17. Mai 1995 ging die Station offiziell in Betrieb. Von 1998 bis 2011 war sie zugleich „Gütestelle Rhein“, in der die Gewässergütedaten aus dem gesamten deutschen Einzugsgebiet des Rheins ausgewertet wurden. Diese Aufgabe wurde mit der Gründung der Flussgebietsgemeinschaft Rhein (FGG Rhein) Ende 2011 aufgegeben und der Geschäftsstelle der FGG Rhein übertragen.

## Trägerschaft
Die Länder Baden-Württemberg, Hessen und Rheinland-Pfalz haben die Rheingütestation Worms gemeinsam eingerichtet und betreiben sie gemeinsam. Sie ist dem Landesamt für Umwelt Rheinland-Pfalz zugeordnet und ein Beirat aus Vertretern aller drei Bundesländer begleitet ihre Arbeit.

## Aufgaben

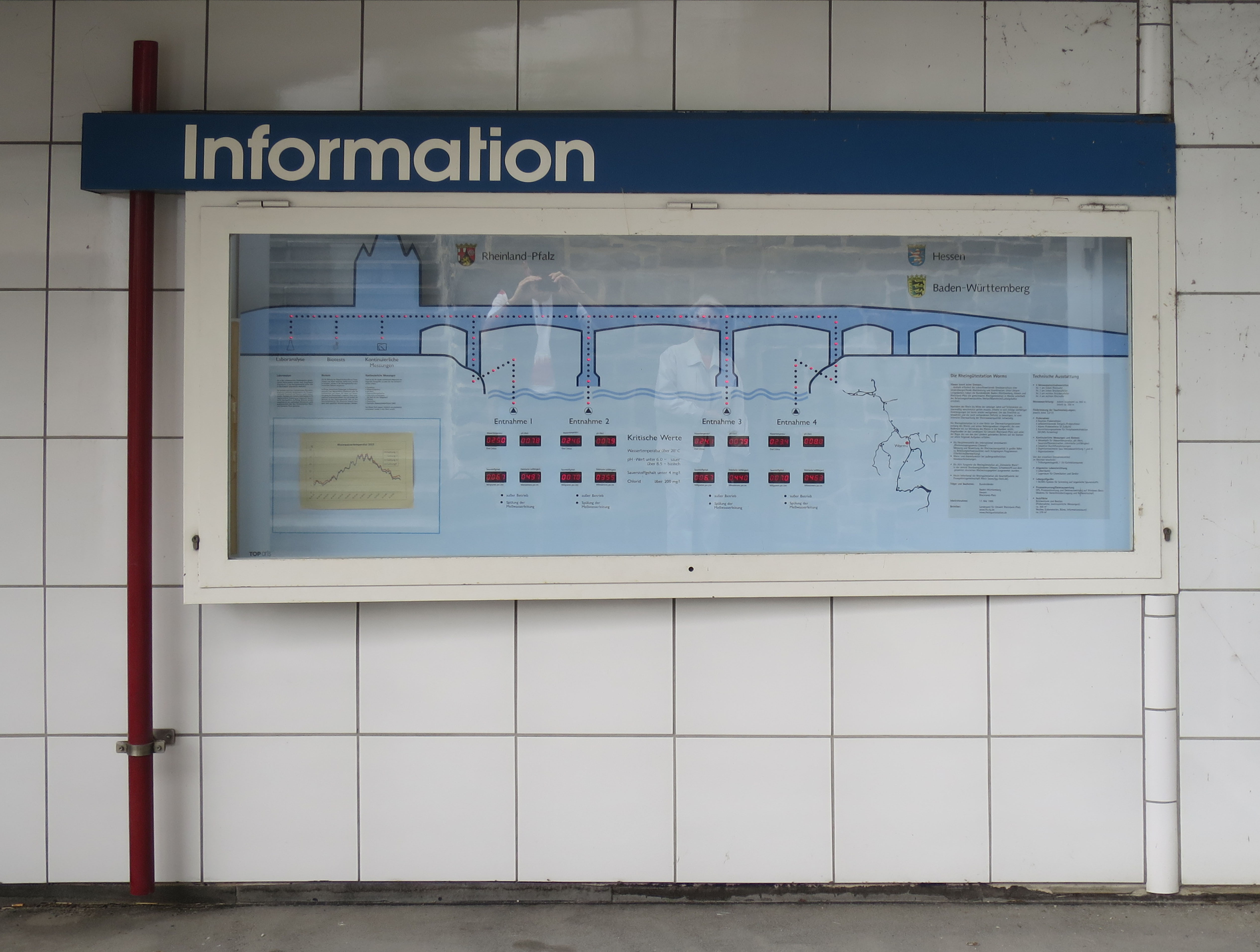
Info-Tafel an der Rheingütestation

Die Rheingütestation Worms ist eine Messstation innerhalb einer ganzen Kette vergleichbarer Messstationen entlang des Rheins. Ihre Hauptaufgaben sind:
- Hauptmessstelle des internationalen Rheinmessprogramms Chemie,
- die Überblicksüberwachung: Messung und Bewertung der Rheinwasserqualität in großer Nähe zu Belastungsschwerpunkten und
- seit dem 1. Januar 2012 die Aufgabe der Geschäftsstelle der FGG Rhein.[9]

Die wichtigsten Parameter der kontinuierlichen Messungen sind sowohl online abrufbar, als auch auf einer Informationstafel vor Ort abzulesen. Die Station veröffentlicht Tätigkeitsberichte. Außerdem ist die Rheingütestation „außerschulischer Lernort“. Sie nimmt an einem Bildungsprojekt, das die rheinland-pfälzische Wasserwirtschaftsverwaltung zusammen mit der Pädagogischen Hochschule in Heidelberg entwickelt hat, teil. Hierbei können Schülerinnen und Schüler unterschiedlicher Altersklassen zum Thema „Wasser“ lernen und eigenständig experimentieren. Weiter empfängt die Rheingütestation regelmäßig Besuchergruppen und nimmt mehrmals jährlich an Veranstaltungsreihen teil.

## Funktion
Die Probeentnahme erfolgt an vier Stellen: In der Nähe der beiden Flussufer und im Bereich der beiden Strompfeiler der Nibelungenbrücke. An allen vier Punkten werden jeweils 2 Liter/Sekunde entnommen. Die Messwasserleitungen sind insgesamt mehr knapp 1200 m lang und führen das Wasser in das Labor am Wormser Flussufer. Es gibt drei Laborräume. Hier werden laufend überprüft:
- der pH-Wert,
- die Sauerstoffkonzentration und
- die elektrische Leitfähigkeit. Weiter durchgeführt werden
- der Daphnientest und
- Algentoximetrie-Messung.
- Ein Gaschromatograph mit Massenspektrometer überprüft die organischen Spurenstoffe.[13]